# Jacob Murrell
Jacob Murrell (Forest Hill, 28 marzo 2004) è un calciatore statunitense, attaccante del D.C. United.

## Carriera
Ha giocato con i Georgetown Hoyas nel periodo di frequentazione dell'omonimo college dal 2022 al 2023, periodo nel quale ha militato anche negli Annapolis Blues in National Premier Soccer League.
Il 19 dicembre 2023 è stato selezionato dal D.C. United nel SuperDraft MLS ed il 5 gennaio 2024 ha firmato un contratto professionistico; il 10 marzo ha debuttato in prima squadra nell'incontro di MLS pareggiato 0-0 contro il FC Cincinnati ed il 5 maggio seguente ha segnato il suo primo gol nella partita pareggiata 2-2 contro il Philadelphia Union.

## Statistiche

### Presenze e reti nei club
Statistiche aggiornate al 16 giugno 2025.
| Stagione        | Squadra         | Campionato      | Campionato | Campionato | Coppe nazionali | Coppe nazionali | Coppe nazionali | Coppe continentali | Coppe continentali | Coppe continentali | Altre coppe | Altre coppe | Altre coppe | Totale | Totale | Totale |
| Stagione        | Squadra         | Comp            | Pres       | Reti       | Comp            | Pres            | Reti            | Comp               | Pres               | Reti               | Comp        | Pres        | Reti        | Pres   | Reti   |        |
| --------------- | --------------- | --------------- | ---------- | ---------- | --------------- | --------------- | --------------- | ------------------ | ------------------ | ------------------ | ----------- | ----------- | ----------- | ------ | ------ | ------ |
| 2024            | D.C. United     | MLS             | 27         | 1          | USCup           | 0               | 0               | -                  | -                  | -                  | LC          | 3           | 0           | 30     | 1      |        |
| 2025            | D.C. United     | MLS             | 19         | 1          | USCup           | 2               | 1               | -                  | -                  | -                  | LC          | 0           | 0           | 21     | 2      |        |
| Totale carriera | Totale carriera | Totale carriera | 46         | 2          |                 | 2               | 1               |                    | -                  | -                  |             | 3           | 0           | 51     | 3      |        |